# 亀井藤蔵
亀井 藤蔵（かめい とうぞう、1877年（明治10年）5月 - 没年不明）は、日本の商人（絹織物貿易商）、会社役員、政治家。神奈川県会議員。横浜商工会議所議員。帝国電業取締役。野澤屋輸出店、野澤屋呉服店各監査役。日本絹業協会常務理事。神奈川県中郡成瀬村長。

## 人物
神奈川県人・亀井峰吉の長男。1914年、家督を相続する。絹織物貿易商、農業を営み、会社の重役である。住所は神奈川県中郡成瀬村（現伊勢原市）。

## 家族・親族
亀井家
- 父・峰吉[1]、あるいは峯吉[2]
- 母・セン（1854年 - ?、神奈川、武樋善左衛門の三女）[1][2]
- 妻・フク（1882年 - ?、神奈川、柏木松太郎の養子）[1][2]
- 長男・善彰[1]（1901年 - 1991年、参議院議員）
  - 同妻・富美子（1905年 - ?、神奈川、小澤立哉の二女）[2]
- 三女[1]
- 孫・善之（1936年 - 2006年、衆議院議員）